# Cúp quốc gia Wales 1930–31
Cúp quốc gia Wales FAW 1930–31 là mùa giải thứ 50 của giải đấu bóng đá loại trực tiếp hàng năm dành cho các đội bóng ở Wales.

## Từ viết tắt
Tên giải đấu nằm sau tên các câu lạc bộ.
- B&DL - Birmingham & District League
- CCL - Cheshire County League
- FL D2 - Football League Second Division
- FL D3N - Football League Third Division North
- FL D3S - Football League Third Division South
- SFL - Southern Football League
- WLN - Welsh League North
- WLS - Welsh League South

## Vòng Ba
| Số thứ tự trận | Đội nhà       | Tỉ số | Đội khách              |
| -------------- | ------------- | ----- | ---------------------- |
| 1              | Chester (CCL) | 9–1   | Cross Street Gwersyllt |

## Vòng Bốn
| Số thứ tự trận | Đội nhà        | Tỉ số | Đội khách     |
| -------------- | -------------- | ----- | ------------- |
| 1              | Llanfairfechan | 2–11  | Chester (CCL) |

## Vòng Năm
Vòng này bao gồm 8 đội thắng từ vòng Bốn and 8 đội bóng mới.
| Số thứ tự trận | Đội nhà                 | Tỉ số | Đội khách               |
| -------------- | ----------------------- | ----- | ----------------------- |
| 1              | Newport County (FL D3N) | 1–1   | Chester (CCL)           |
| đá lại         | Chester (CCL)           | 0–0   | Newport County (FL D3N) |
| đá lại         | Newport County (FL D3N) | 2–4   | Chester (CCL)           |

## Vòng Sáu
| Số thứ tự trận | Đội nhà       | Tỉ số | Đội khách            |
| -------------- | ------------- | ----- | -------------------- |
| 1              | Chester (CCL) | 0–1   | Cardiff City (FL D2) |

## Bán kết
Trận đấu giữa Swansea Town và Wrexham diễn ra tại Chester.
| Số thứ tự trận | Đội nhà                | Tỉ số | Đội khách            |
| -------------- | ---------------------- | ----- | -------------------- |
| 1              | Shrewsbury Town (B&DL) | 1–0   | Cardiff City (FL D2) |
| 2              | Swansea Town (FL D2)   | 2–5   | Wrexham (FL D3N)     |

## Chung kết
| Số thứ tự trận | Đội nhà          | Tỉ số | Đội khách              |
| -------------- | ---------------- | ----- | ---------------------- |
| 1              | Wrexham (FL D3N) | 7–0   | Shrewsbury Town (B&DL) |